# Złote Tarasy
Złote Tarasy (en español: Terrazas Doradas) es un centro comercial y complejo de oficinas en Varsovia, Polonia. Se encuentra al lado de la Estación Warszawa Centralna y próxima al Palacio de la Cultura y la Ciencia.

## Edificio
El concepto arquitectónico del Złote Tarasy fue diseñado por la firma de arquitectos Jerde Partnership. El área total de la construcción supera los 205.000 m². Incluye 200 tiendas y restaurantes (que ocupan 63.500 m²), un hotel, un cine multiplex (8 pantallas y 2.560 asientos; inaugurado el 31 de agosto de 2007) y un aparcamiento subterráneo para 1.400 coches. El costo del edificio fue de 500 millones de euros.
El edificio fue construido y operado como una joint venture entre ING Real Estate y el Śródmieście de Varsovia. El centro comercial alberga el primer Hard Rock Café de Polonia, al igual que el primer Burger King y Starbucks del país. 